# 피에트로 파시나티
피에트로 파시나티(이탈리아어: Pietro Pasinati ˈpjɛː(t)ro paziˈnaːti[*]; 1910년 7월 21일, 오스트리아-헝가리 트리에스테 ~ 2000년 11월 15일, 프리울리-베네치아 줄리아 주 트리에스테)는 피에로 파시나티(이탈리아어: Piero Pasinati)로도 알려진 이탈리아의 전 축구 선수로, 현역 시절 스트라이커로 활약했다.

## 클럽 경력
파시나티는 트리에스테 출신이다. 현역 시절, 그는 이탈리아의 트리에스티나(1927–1939 / 1941–1946), 밀란(1939–1940), 노바라(1940–1941), 세리에 B 무대의 크레모네세(1946–1948)와 3부 리그의 산 조반니(1948–1949)에서 활약했다. 그는 트리에스티나 소속으로 256번의 세리에 A 경기에 출전했다.

## 국가대표팀 경력
파시나티는 이탈리아 국가대표팀 소속으로 10번의 국가대표팀 경기에 출전해 1골을 기록했는데, 그는 노르웨이와의 1938년 월드컵 본선 첫 경기에서 1번밖에 없는 국가대표팀 득점을 올렸고, 이탈리아는 이 대회에서 우승을 거두었다.

## 감독 경력
은퇴 후, 파시나티는 폰차나, 삼베네데테세, 살레르니타나, 트리에스티나, 카탄차로, 그리고 사보나를 지휘했다.

## 감독 통계
| 구단     | 국적     | 취임           | 해임            | 기록 | 기록 | 기록 | 기록 | 기록  |
| 구단     | 국적     | 취임           | 해임            | 전   | 승   | 무   | 패   | 율 %  |
| -------- | -------- | -------------- | --------------- | ---- | ---- | ---- | ---- | ----- |
| 카탄차로 | 이탈리아 | 1957년 7월 1일 | 1961년 1월 22일 | 58   | 17   | 19   | 22   | 29.31 |
| 합계     | 합계     | 합계           | 합계            | 58   | 17   | 19   | 22   | 29.31 |

## 수상

### 국가대표팀
이탈리아
- 월드컵: 1938